# 角田紘一
角田 紘一（つのだ こういち、1939年〈昭和14年〉2月5日 - 2014年〈平成26年〉1月14日）は、日本のアニメーター。教授や講師として世界各国で後進の育成に励んだ。

## 略歴
1939年（昭和14年）2月5日、北海道釧路市に生まれる。1963年（昭和38年）、武蔵野美術大学油絵科を卒業した後、同年に東映動画へ入社した。同社では『デビルマン』、『マジンガーZ』、『銀河鉄道999』、『サイボーグ009 超銀河伝説』、『宇宙戦艦ヤマト　完結編』、『オーディーン　光子帆船スターライト』、『トランスフォーマー ザ・ムービー』などの原画、作画監督、キャラクターデザインを手掛けるなど数多くのアニメーション制作に携わった。また、ノースカロライナアミューズメント名誉会員及び講師としてアメリカ、フィリピン、インドネシア、ドミニカ共和国、ジャマイカ、ベネズエラ、フランス、インド、韓国などを巡り、各国の大学やテレビ局において講演や実技指導を行なった。国内の後進の育成にも取り組み、東映アニメーション研究所主任講師、成安造形大学教授、創造学園大学講師を歴任し後進のアニメクリエイターの育成に尽力した。細田守や山下高明は彼の教えを受けている。2014年（平成26年）1月14日、癌により埼玉県において死去した。74歳没。

## 代表作

### テレビアニメ
- 魔法使いチャッピー（1972年）作画
- デビルマン（1972年）作画監督、11話 ※津乃一名義での参加
- ゲゲゲの鬼太郎 第2期（1972年）作画
- マジンガーZ（1972年-1974年）作画監督、20話、75話
- ミクロイドS（1973年）作画監督、25話
- ミラクル少女リミットちゃん（1974年）作画監督、15話
- PEACE MAKER 鐵（2003年）作画監督、4話

### 劇場アニメ
- 太陽の王子 ホルスの大冒険（1968年）動画
- 海底3万マイル（1970年）原画
- アリババと40匹の盗賊（1971年）原画
- どうぶつ宝島（1971年）原画
- マジンガーZ対デビルマン（1973年）作画監督
- マジンガーZ対暗黒大将軍（1974年）作画監督
- 長靴をはいた猫 80日間世界一周（1976年）作画監督
- グレンダイザー ゲッターロボG グレートマジンガー 決戦! 大海獣（1976年）原画
- 世界名作童話 白鳥の王子 （1977年）レイアウト、原画
- 世界名作童話 おやゆび姫（1978年）画面構成
- さらば宇宙戦艦ヤマト 愛の戦士たち（1978年）原画
- 銀河鉄道999（1979年）作画監督補佐
- 地球へ…（1980年）原画
- サイボーグ009 超銀河伝説（1980年）総設定、メカニック作画監督、メカニックデザイン
- 1000年女王（1982年）美術
- わが青春のアルカディア（1982年）メカニックキャラクター作画
- アラジンと魔法のランプ（1982年）画面構成
- 宇宙戦艦ヤマト　完結編（1983年）作画監督
- オーディーン　光子帆船スターライト（1985年）作画監督
- トランスフォーマー ザ・ムービー（1986年）作画監督
- 三国志 第一部・英雄たちの夜明け（1992年）作画監督
- 三国志 第二部・長江燃ゆ!（1993年）キャラクター・デザイン、作画監督
- ゲゲゲの鬼太郎 大海獣（1996年）美術設定、作画監督補佐、原画
- 金田一少年の事件簿 <劇場版>（1996年）作画監督補佐

### Webアニメ
- アニメーター列伝 Light House（2007年）原作、作画

### その他
- 世界名作童話 まんがシリーズ（1975年）作画監督[3]
  - 七ひきの子やぎ
- 勇気あるホタルととべないホタル（1990年）作画監督[4]

## 著作
やさしい人物画の描き方 : step 1顔→step 2バスト→step 3全身へと描き進めるステップ式（2006年、池田書店）

## 参考資料
Movie Walker KADOKAWA CORPORATION